# Franklin County (Mississippi)
 For alternative betydninger, se Franklin County. (Se også artikler, som begynder med Franklin County)
Franklin County er et county i den amerikanske delstat Mississippi. Det samlede areal er 1 468 km², hvoraf 1 462 km² er land og 5,54 km² er vand. I 2006 boede der 8.269 personer svarende til en befolkningstæthed på 5,63 per km².
Administrativt centrum i Franklin County er Meadville. I Franklin County indgår det kommunefri område ('Unincorporated area') McCall Creek.

## Byer
- Bude
- Meadville
- Roxie